# Hans-Joachim Cremer
Hans-Joachim Cremer (* 16. Mai 1960) ist ein deutscher Rechtswissenschaftler und Hochschullehrer an der Universität Mannheim.

## Leben
Cremer studierte ab 1981 Rechtswissenschaften an der Universität Mannheim, wo er 1986 auch sein Erstes Juristisches Staatsexamen ablegte. Nach dem anschließenden Referendariat und dem Zweiten Staatsexamen 1990 trat er eine Stellung als wissenschaftlicher Mitarbeiter von Helmut Steinberger an dessen Lehrstuhl an der Universität Heidelberg an. Dort promovierte Cremer 1993 zum Dr. iur., woraufhin er als wissenschaftlicher Assistent an Steinbergers Lehrstuhl tätig war. Im Juli 1999 schloss Cremer dort auch sein Habilitationsverfahren ab und erhielt die Venia legendi für die Fächer Staats- und Verwaltungsrecht, Völkerrecht, Europarecht und Rechtsvergleichung.
Nach Lehrstuhlvertretungen in Heidelberg und Mannheim wurde Cremer 2000 auf den Lehrstuhl für Öffentliches Recht und Rechtsphilosophie der Universität Mannheim berufen, den er seitdem als ordentlicher Professor innehat. Von 2002 bis 2006 war er Studiendekan der Mannheimer Fakultät für Rechtswissenschaft. 2005 und 2007 war er zudem Gastprofessor am University College London sowie 2009 an der University of Connecticut und der Universität Toulouse I.

## Werke (Auswahl)
Cremers Forschungsschwerpunkte liegen vor allem im Grund- und Menschenrechtsschutz im nationalen wie im internationalen Rechtssystem. Ein weiterer Schwerpunkt liegt im internationalen und vergleichenden Öffentlichen Recht.
- Der Schutz vor den Auslandsfolgen aufenthaltsbeendender Maßnahmen - Zugleich ein Beitrag zur Bestimmung der Reichweite grundrechtlicher Verantwortung für die Folgewirkungen deutscher Hoheitsakte. Nomos, Baden-Baden 1994, ISBN 978-3-7890-3201-1 (Dissertation).
- Titel VII §§ 3 bis 6 der Verfassungsurkunde für das Königreich Bayern vom 26. Mai 1881. Löw und Vorderwülbecke, Baden-Baden 1994, ISBN 978-3-928017-78-7.
- Anwendungsorientierte Verfassungsauslegung – Der Status des Bundestagsabgeordneten im Spiegel der Rechtsprechung des Bundesverfassungsgerichts. Nomos, Baden-Baden 2000, ISBN 978-3-7890-6982-6 (Habilitationsschrift).
- Human Rights and the Protection of Privacy in Tort Law: A Comparison between English and German Law. Routledge, New York 2012, ISBN 978-0-415-69559-6 (englisch).